# 弗拉基米尔·皮亚洛夫
弗拉基米尔·尼古拉耶维奇·皮亚洛夫（俄语：Владимир Николаевич Пялов，1934年2月28日—2017年2月24日），苏联武器设计师。

## 生平
1959年毕业于列宁格勒造船学院，在第143特种设计局工作。1980年至1990年代，任第四代现代多用途核潜艇“亚森级”核动力攻击潜艇（855型核潛艇）总设计师。1999年至2011年，任圣彼得堡孔雀石海军机械制造局局长。2000年获俄罗斯联邦国家奖。2017年2月24日在长期病魔缠身后去世。